# Grease: Rise of the Pink Ladies
Grease: Rise of the Pink Ladies är en amerikansk musikal- och romantisk komediserie från 2023 som hade premiär på strömningstjänsten Sky Showtime den 7 april 2023. Första säsongen består av 10 avsnitt. Serien är en föregångare till filmen Grease och baseras på musikalen med samma namn.

## Handling
Serien utspelar sig i USA 1954, det vill säga 4 år före filmen med samma namn, på skolan Rydell High. Den kretsar kring fyra ungdomar som bestämmer sig för att ha kul på sina egna villkor. Det utlöser en moralpanik som förändrar Rydell High för alltid.

## Roller i urval
- Marisa Davila – Jane
- Cheyenne Isabel Wells – Olivia
- Ari Notartomaso – Cynthia
- Madison Thompson – Susan
- Niamh Wilson – Lydia